# Troglophilus
Troglophilus is een geslacht van rechtvleugeligen uit de familie grottensprinkhanen (Rhaphidophoridae). De wetenschappelijke naam van dit geslacht is voor het eerst geldig gepubliceerd in 1879 door Krauss.

## Soorten
Het geslacht Troglophilus omvat de volgende soorten:
- Troglophilus roeweri Werner, 1927
- Troglophilus spinulosus Chopard, 1921
- Troglophilus neglectus Krauss, 1879
- Troglophilus ovuliformis Karny, 1907
- Troglophilus adamovici Us, 1974
- Troglophilus alanyaensis Taylan, di Russo, Cobolli & Rampini, 2012
- Troglophilus andreinii Capra, 1927
- Troglophilus bicakcii Rampini & di Russo, 2003
- Troglophilus brevicauda Chopard, 1934
- Troglophilus cavicola Kollar, 1833
- Troglophilus escalerai Bolívar, 1899
- Troglophilus ferzenensis Taylan, di Russo, Cobolli & Rampini, 2012
- Troglophilus fethiyensis Taylan, di Russo, Cobolli & Rampini, 2012
- Troglophilus gajaci Us, 1974
- Troglophilus lagoi Mennozi, 1934
- Troglophilus lazaropolensis Karaman, 1958
- Troglophilus marinae Rampini & di Russo, 2003
- Troglophilus ozeli Taylan, di Russo, Cobolli & Rampini, 2012
- Troglophilus tatyanae di Russo & Rampini, 2007
- Troglophilus zorae Karaman & Pavicevic, 2011